# باغ پرچم ملی

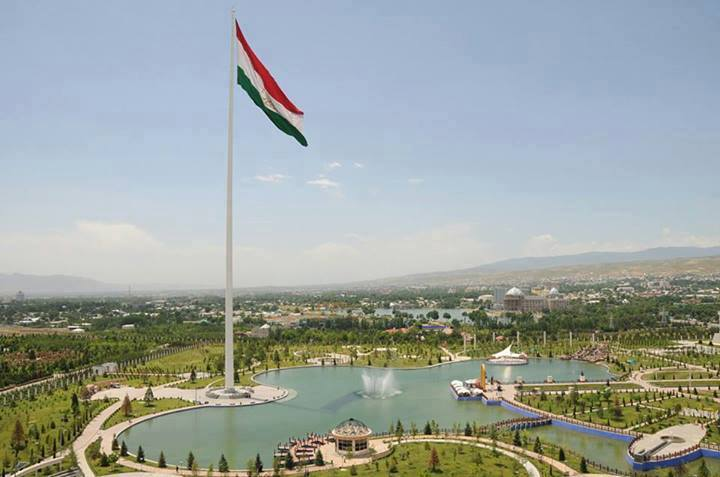
مرکز باغ با پرچم ملی تاجیکستان (با ارتفاع ۱۶۵ متر)

باغ پرچم ملّی - یک پارک فرهنگی و تفریحی، در مرکز شهر دوشنبه، رو به روی «آمفی تئاتر» و موزهٔ ملّی تاجیکستان است.

## استقرار
باغ سال ۲۰۱۲ ساخته شده، مساحت آن ۱۶٫۶۸ هکتار است. این باغ با طرّاحی و معماری ویژه‌اش از دیگر باغ‌های شهر متمایز است. باغ دو دروازهٔ منقش دارد − یکی از سمت «قصر ملت» و دیگری از کوچهٔ اسماعیل سامانی. در مرکز باغ پرچم ملّی تاجیکستان (با بلندی ۱۶۵ متر) قرار دارد. در حاشیه پرچم ملی دریاچه بزرگیست، که در میانه آن بوفه و کافه وجود دارد و در ساحلش ۱۰ قایق برای علاقه‌مندان به شنا آماده است. در اطراف و داخل باغ، از جمله، در نزد پرچم ملی فوره‌ها سر می‌کشند؛ در اطراف پرچم چراغ‌های پرنور گذاشته شده‌اند، که شب‌ها تابش جالبی دارند. در باغ میدان ورزشی نیز مهیاست، که در مرکز آن مجسمهٔ عقاب بالگشاده استوار است. در کنار میدان ورزشی برای سرگرمی نورسان (جوانان) ۵ تپه به هم پیوسته و ۸ برج کنده‌کاری شده نیز ساخته شده‌است. برای برگزاری ملاقات‌ها و بازی‌ها و جشن‌ها در باغ میدانچهٔ یک میدان گرد موجود است. در باغ بیش از ۱۰ هزار بیخ (از ۵۰ نمونه) درختان سایه‌افکن و گلبر (گلدار) نشانده شده‌است. طول مسیرها و راه‌های پارک تا ۴ کیلومتر می‌رسد. در اطراف گلگشت بزرگ باغ، در نزد آثارخانهٔ ملّی ۳۱ مجسمه از نام‌آوران تاریخ ملّت، به مانند کوروش کبیر، جمشید، شاه کیانیان، شاه کوشانیان، نظام‌الملک، سرلشکر سغد -شاه حسین، شاه ختلان، رودکی، ابوعلی سینا، اسماعیل سامانی، تیمورملک، واسع و دیگران قامت افراخته‌اند. برای سیر و گشت مهمانان ماشین‌های مخصوص آماده‌اند. در باغ ۸ حوض موجود است، که در میانه هر کدام قهوه‌خانه ساخته شده‌است.

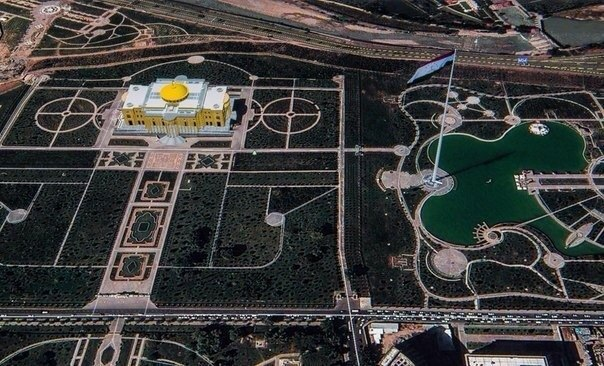
نمایی از یک بالگرد
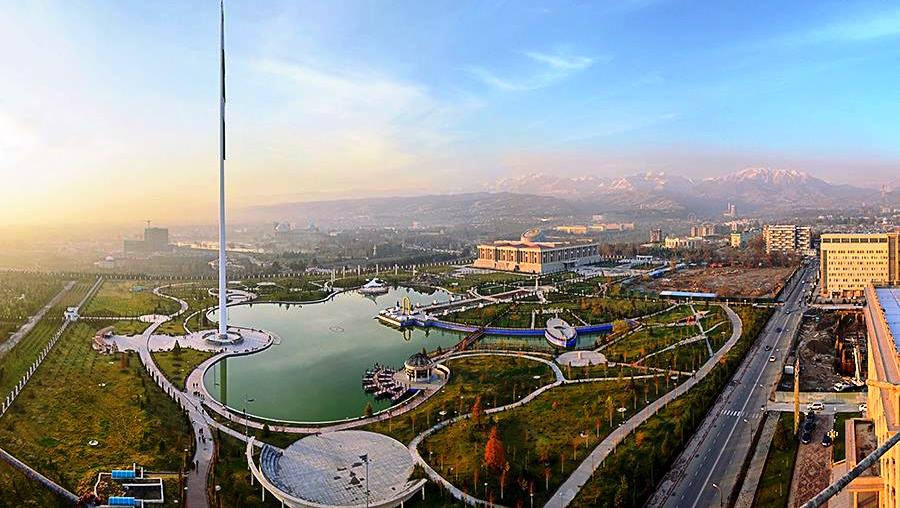
پرچم در روز
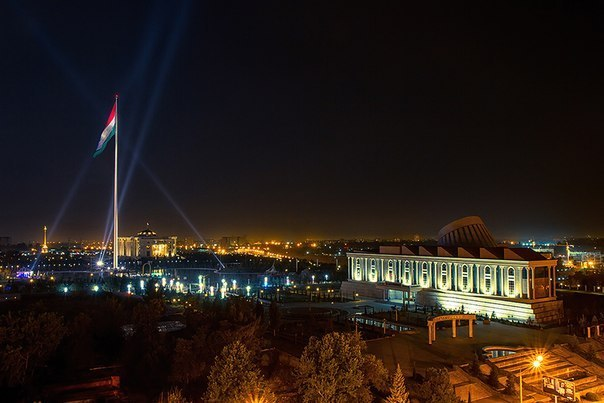
پرچم در شب

## پرچم
با ۱۶۵ متر (۵۴۱ فوت) بلندی، این میله پرچم، بلندترین میله پرچم در جهان از زمان تکمیل آن در سال ۲۰۱۱ تا زمان نصب میله پرچم جده به ارتفاع ۱۷۱ متر (۵۶۱ فوت) در سال ۲۰۱۴ بود. اکنون نیز سومین میله پرچم بلند دنیاست.
این سازه پرچم ۳۰ متر × ۶۰ متر (۹۸ فوت × ۱۹۷ فوت) تاجیکستان به وزن ۷۰۰ کیلوگرم (۱۵۴۰ پوند) را برافراشته است. میله پرچم شامل چند لوله ۱۲ متری فولادی است که توسط جرثقیل به هم متصل شده‌اند.
مرحله طراحی این سازه در ژوئیه ۲۰۰۹ آغاز شد. ساخت بخش‌های میله در اکتبر ۲۰۱۰ در دبی به پایان رسید. سپس این بخش‌ها به دوشنبه حمل شد، جایی که نصب نهایی میله پرچم در ۲۴ نوامبر ۲۰۱۰، روز ملی پرچم تاجیکستان آغاز شد. مونتاژ و نصب نهایی در طی آوریل و می ۲۰۱۱ کامل شد و اولین پرواز آزمایشی پرچم تاجیکستان در ۲۴ می ۲۰۱۱ انجام شد.